# اس‌اس سار
اس‌اس سار (به انگلیسی: SS Saar) یک کشتی است که طول آن ۲۰۸ فوت ۹ اینچ (۶۳٫۶۳ متر) می‌باشد. این کشتی در سال ۱۹۳۷ ساخته شد.